# Steamin' with the Miles Davis Quintet
Steamin' with the Miles Davis Quintet è un album di Miles Davis pubblicato nel 1961 dalla Prestige Records (Prestige 7200).

## Il disco
Si tratta del quarto e ultimo in ordine di tempo di quattro album frutto delle due sedute di registrazione effettuate da Miles Davis con il suo storico quintetto l'11 maggio e il 26 ottobre del 1956 per onorare la conclusione del contratto che lo legava alla Prestige Records.
Dalle stesse sedute furono tratti altri tre album pubblicati in precedenza a distanza di molti mesi l'uno dall'altro: Cookin', Relaxin' e Workin' with the Miles Davis Quintet.

## Tracce
1. Surrey with the Fringe on Top (R.Rodgers, O.Hammerstein) - 9:02
2. Salt Peanuts (Dizzy Gillespie, Kenny Clarke) - 6:05
3. Something I Dreamed Last Night (J.Yellen, S.Fain, H.Magidson) - 6:11
4. Diane (E.Rapee, L.Pollack) - 7:44
5. Well, You Needn't (Thelonious Monk) - 6:15
6. When I Fall in Love (E.Heyman, V.Young) - 4:20

Tutte le tracce sono state registrate nella sessione dell'11 maggio 1956 ad eccezione di Well, You Needn't registrata il 26 ottobre 1956.

## Formazione
- Miles Davis - tromba
- John Coltrane - sax tenore
- Red Garland - pianoforte
- Paul Chambers - contrabbasso
- Philly Joe Jones - batteria